# Hilaria z Augsburga
Hilaria z Augsburga (ur. ? - zm. w sierpniu 304 r. w Augsburgu) – męczennica chrześcijańska.
Hilaria została spalona w czasie prześladowań chrześcijan przez cesarza Dioklecjana.